# تريسي إدواردز
تريسي إدواردز (بالإنجليزية: Tracy Edwards)‏ بحارة بريطانية ، ولدت في 5 سبتمبر 1962 في بنغبورن في المملكة المتحدة  ، في عام 1989 ميلادية قادت أول طاقم نسائي بالكامل في سباق ويتبريد حول العالم لليخوت ، لتصبح أول امرأة تنال جائزة رجل اليخوت، تشّرفت إدواردز بالحصول على وسام الإمبراطورية البريطانية، وقد ألّفت كتابين عن تجربتها.

## روابط خارجية
- تريسي إدواردز على موقع IMDb (الإنجليزية)